# ادوین سالیزبری
ادوین سالیزبری (انگلیسی: Edwin Salisbury; ۳ مهٔ ۱۹۱۰ – ۲۲ نوامبر ۱۹۸۶) قایقران روئینگ اهل ایالات متحده آمریکا بود.